# Паламодов, Виктор Павлович
Виктор Павлович Паламодов (род. 28 марта 1938, Рыбинск, СССР) — советский и израильский математик, специалист в области анализа.

## Биография
В 1959 году окончил МГУ, под руководством Шилова Г. Е. защитил кандидатскую диссертацию, получив степень кандидата физико-математических наук. С 1963 года доктор физико-математических наук. В 1963—1993 гг. преподавал в МГУ на кафедре математики, а с 1993 года — профессор школы математических наук Тель-Авивского университета.
Основные исследования относятся к области уравнений в частных производных, интегральной геометрии и анализу функций нескольких комплексных переменных (деформация комплексного аналитического многообразия).
В 1966 году был приглашенным докладчиком на Международном конгрессе математиков в Москве.

## Работы[6]
- Palamodov V. P. Linear Differential Operators with Constant Coefficients (англ.). — 3rd Edition Grundlehren der mathematischen Wissenschaften. — Berlin, New York: Springer-Verlag, 1970. — Vol. 168. — P. 443. — (Grundlehren der mathematischen Wissenschaften in Einzeldarstellungen mit besonderer Berücksichtigung der Anwendungsgebiete). — ISBN 9780387048383. — ISBN 9783540048381.
- Palamodov V. P. Reconstructive Integral Geometry (англ.). — Boston : Birkhäuser Verlag. — 2004. — Vol. 98. — P. 164. — (Monographs in mathematics). — ISBN 978-3-0348-7941-5. — doi:10.1007/978-3-0348-7941-5.
- Palamodov V. P. Reconstruction from integral data (англ.). — CRC Press. — Boca Raton, Florida:, 2016. — P. 184. — (Monographs and research notes in mathematics). — ISBN 9781498710107.
- Паламодов В. П. Линейные дифференциальные операторы с постоянными коэффициентами / Гл. ред. физ.-мат. лит. — М.: Наука, 1967. — 487 с.